# 130-й окремий розвідувальний батальйон (Україна)
130-й окремий розвідувальний батальйон (130 ОРБ, в/ч А1994, пп В0798) — підрозділ військової розвідки України, який за організаційно-штатною структурою входить до складу Сухопутних військ України.

## Історія
23 травня 2018 року у м. Дубно відбулася нарада Міністерством юстиції, Міністерства оборони та Мінекономіки з питання передачі військовим приміщень Дубенської виховної колонії. За оцінками МОУ, цей об'єкт дозволяє розмістити особовий склад військової частини чисельністю до 1000 осіб, а також техніку. Депутати міської ради звернулися до української влади щодо можливості розміщення військової частини А1994 на фондах колишньої колонії.
2 серпня 2018 року 130-й окремий розвідувальний батальйон розмістився в Дубно на місці колишньої виправної колонії.[джерело?]

## Структура
- управління (в тому числі штаб)
- 1 розвідувальна рота
- 2 розвідувальна рота
- рота глибинної розвідки
- рота безпілотних авіаційних комплексів
  - взвод безпілотних авіаційних комплексів
  - відділення збору та обробки інформації БПЛА
  - ремонтна майстерня
- рота вогневої підтримки
  - кулеметне відділення
  - відділення снайперів
- ремонтний взвод
- взвод матеріального забезпечення[2]
- медичний пункт

## Символіка
На емблемі батальйону старого зразка в срібному полі зображено чорний меч у супроводі двох чорних крил кажана.

## Втрати
- 8 червня 2015 року, опівночі, поблизу села Гречишкине Новоайдарського району у бойовому зіткненні розвідувальної групи з ДРГ терористів «ЛНР» загинув старший солдат 130-го батальйону Андрій Брік — зазнав смертельного поранення. Бій, у ході якого застосовувалася стрілецька зброя, тривав 45 хвилин.
- 27 вересня 2015 року, на території військової частини В0798 в селі Пурдівка Новоайдарського району загинув сержант Микола Ткачук — від вогнепальних кульових поранень грудної клітки, також на тілі було виявлено ножові поранення.
- 22 листопада 2015 року у селі Малинове, Луганська область, підірвавшись на вибуховому пристрої, солдат Андрій Білик.
- 5 жовтня 2016 року, при виконанні бойового завдання від вибуху вибухівого пристрою на розтяжці, загинув лейтенант Яровець Максим Олександрович.
- 23 жовтня 2016 року, під час виконання бойового завдання в районі смт. Луганське загинув солдат Хрупчик Іван Васильович[4].
- 9 грудня 2016 року, в результаті серцевої недостатності помер старший солдат Дзак Михайло Володимирович[5].
- 28 березня 2017 року, під час чергування в медичному пункті, в результаті зупинки серця, помер санінструктор Лисенко Вадим Анатолійович[6].
- 2 травня 2019 року під час несення служби помер внаслідок зупинки серця (відрив тромбу) в районі проведення ООС старший прапорщик Шершак Сергій Миколайович[7].
- 5 січня 2020 року, близько 13:00, в районі хутора Вільний (Золоте-4, що входить до складу м. Золоте), внаслідок підриву вантажного автомобіля ГАЗ-66 на невідомому вибуховому пристрої (ймовірно, протитанкова міна ТМ-62), загинув військовослужбовець 130-го ОРБ Дичек Сергій Олександрович, ще один боєць дістав тяжкі поранення [8].
- 26 жовтня 2024; старший лейтенант Ольшанський Андрій Віталійович

## Командування
- підполковник Левченко Валерій Валентинович (2017)[9]

## Відомі воїни
- Пислар Олександр Олександрович «BRAVO» — сержант, повний кавалер ордену «За мужність» [10][11][12]
- Ольшанський Андрій Віталійович — старший лейтенант, заступник командира 2ї розвідувальної роти, кавалер ордену «Хрест бойових дій».